# 双板镇
双板镇，是中华人民共和国四川省绵阳市梓潼县下辖的一个乡镇级行政单位。原为双板乡，2016年撤乡设镇。

## 行政区划
双板镇下辖以下地区：
德胜村、桥龙村、凉泉村、青益村、菱角村、裕春村、松柏村、南垭村、全胜村、新寨村、高寨村和棕林村。